# Napi Headquarters (Nuevo México)
Napi Headquarters es un lugar designado por el censo ubicado en el condado de San Juan en el estado estadounidense de Nuevo México. En el Censo de 2010 tenía una población de 727 habitantes y una densidad poblacional de 77,52 personas por km².

## Geografía
Napi Headquarters se encuentra ubicado en las coordenadas 36°39′14″N 108°13′7″O / 36.65389, -108.21861. Según la Oficina del Censo de los Estados Unidos, Napi Headquarters tiene una superficie total de 9.38 km², de la cual 9.38 km² corresponden a tierra firme y (0%) 0 km² es agua.

## Demografía
Según el censo de 2010, había 727 personas residiendo en Napi Headquarters. La densidad de población era de 77,52 hab./km². De los 727 habitantes, Napi Headquarters estaba compuesto por el 0.55% blancos, el 0% eran afroamericanos, el 96.97% eran amerindios, el 0% eran asiáticos, el 0% eran isleños del Pacífico, el 0% eran de otras razas y el 2.48% pertenecían a dos o más razas. Del total de la población el 2.61% eran hispanos o latinos de cualquier raza.